# 西行寺幽幽子
西行寺幽幽子（日語：さいぎょうじ ゆゆこ），是日本同人遊戲開發社團上海愛麗絲幻樂團作品《東方Project》中的一個主要角色。

## 主題曲
- 《幽雅地綻放吧，墨染的櫻花》
- 《Ghost Lead》
- 《Border of Life》

## 人物
生活在冥界的幽灵千金 。